# Tillandsia reversa
Tillandsia reversa är en gräsväxtart som beskrevs av Lyman Bradford Smith. Tillandsia reversa ingår i släktet Tillandsia och familjen Bromeliaceae. Inga underarter finns listade i Catalogue of Life.